# 法罗群岛
61°57′15″N 6°51′25″W / 61.95417°N 6.85694°W
法羅群島（發音：[ˈfœɹjaɹ] ⓘ，發音：[ˈfeɐ̯ˌøˀɐnə]）是丹麥王國的海外自治領地。地理位置介乎挪威海和北大西洋中間，處於挪威到冰島之間距離一半的位置。
法羅群島陸地面積1,399平方公里，由17個有人島和若干個無人島組成，居民共52,337人（2020年），官方語言為法羅語和丹麥語。法羅群島屬於溫帶海洋性氣候，雖然位處北方，因受北大西洋暖流影響，氣溫長年在零度以上。法羅群島居民通過投票選出自治議會成員，繼而由自治議會選出總理，丹麥政府派出高級專員代表國王，並協助處理群島的對外事務。

## 歷史
- 公元600年左右：一批愛爾蘭僧侶到此定居。
- 公元9世紀：維京人進攻並佔領法羅群島。
- 970年：一度成立共和制，但實為蘇格蘭奧克尼伯爵（Earl of Orkney）的附庸國。
- 1280年：隨奧克尼群島成為挪威佔領地。
- 1388年：隨挪威併入丹麥。
- 1650年：成為丹麥馮·加貝爾（英语：Christoffer Gabel）家族的封建領地。
- 1720年：法羅群島被劃分為丹屬冰島轄地。
- 1814年：挪威与丹麦签订基尔条约，结束了两国的联合，条约规定法罗群岛、冰岛以及格陵兰岛并不随挪威脱离丹麦。
- 1816年：被析置為直辖海外郡。法罗群岛自古起就拥有自己的议会（Løgting），但于1816年遭废除。
- 1851年：议会恢复，但是直至1948年，都只是作为咨询机构，并无实权。
- 第二次世界大戰初期：丹麥戰敗後（1940～1945年9月），英國軍隊佔領法羅群島。
- 1946年9月14日：法罗群岛发起独立公投。最终有效选票11,146张，50.74%支持独立。但公投结果仅具建议性质，议会无必须尊重公投结果的义务。
- 1948年3月30日：法罗群岛自治法由丹麥國會立法，规定法罗群岛不再是丹麦的直辖郡县，而变成享有高度自治权的丹麦海外自治领地。

## 政治

位于托尔斯港的法罗群岛政府建筑

法罗群岛雖是丹麦自治领地，但其议会并未批准入歐盟的法律文件，故法罗群岛并未加入欧盟。法罗群岛政府在本地行使行政权，法罗群岛总理为政府的首脑，内阁的其他成员称为政府部长。法罗群岛议会的历史可追溯至维京时期，据信是世界上历史最悠久的议会之一，与冰岛议会和马恩岛廷瓦尔德议会齐名。现今法罗群岛议会有33名议员。
法羅群島的選舉分为市镇级和国家级，另外会选举两名丹麦议会的议员。在2007年之前法罗群岛分成七个选区，但自2007年10月25日起，整个自治区为一个选区，这样的话每一份投票具有相同的权重。

### 行政区划
在行政上，法罗群岛直接划分为29个市镇，总共大约有120个城镇或村落。
传统上，法罗群岛又分为6个地区：北部群岛区、东岛区、斯特勒姆岛区、沃格岛区、桑岛区和苏德岛区。现今这种划分作为警署的区划而存在，在日常用语中也用于地理区划。在历史上，每个地区曾经有自己的区议会。

### 与丹麦的关系
法罗群岛自1388年起便置于挪威及丹麦的控制之下。1814 年的《基尔条约》终止了丹麦-挪威联盟，挪威亦随之加入瑞典王国，组成挪威及瑞典联合王国，而法罗群岛、冰岛和格陵兰仍然是丹麦的领地。 法罗群岛自古起就拥有自己的议会（Løgting），但于1816年遭废，此后法罗群岛一直作为丹麦的直辖郡县。1851年议会恢复，但是直至1948年，都只是作为咨询机构，并无实权。
近数十年来法罗群岛独立运动在当地愈来愈受欢迎，二战结束后，部分居民支持群岛从丹麦独立，并于1946年9月14日发起独立公投。这是一次协商性公投，议会无义务必须遵循公投结果，此事件为法罗群岛第一次就是否继续与丹麦王国保持联系而发起的社会运动。

丹麥女王瑪格麗特二世2005年訪問法羅群島

公投结果为独立派以微弱优势胜出，议长与多数派一起发起了成为独立国家的进程。议会中的少数议员离开以示抗议，认为这些行为是非法的。1946 年 9 月 18 日，议长宣布法罗群岛独立。1946 年 9 月 25 日，丹麦省长向议会宣布，国王拒绝承认投票结果，下令解散了议会并举行新的选举。
倾向留在丹麦王国内的政党在大选中得胜组成联合政党，于是最后法罗群岛议会决定拒绝独立。不过独立派以及统一派之间还是达成了折衷方案——丹麦议会于1948年通过了一条新的法令，法令规定法罗群岛不再是丹麦的直辖郡县，而变成享有高度自治权的丹麦领地，并得到丹麦财政补贴的支持，以补偿该群岛在丹麦服务方面的费用。
为了抗议新的地方自治法案，共和党成立。
截至 2021 年，群岛内独立派以及统一派的势力大致五五平分，两大阵营内部亦有不同声音。例如独立派有希望马上单方面宣布独立的派系，亦有希望通过逐步与丹麦中央政府协商来取得其对群岛独立地位的承认。而统一派内部亦有声音希望在于丹麦继续保持密切联系的同时，逐步加强自治权。
法罗群岛曾两次尝试起草一部独立的宪法。2011年，法罗群岛进行了第一次尝试，当时的丹麦首相拉尔斯·勒克·拉斯穆森谴责此举不符合丹麦宪法，并表示如果法罗群岛希望继续此举，就必须宣布独立。2015 年，法罗群岛进行了第二次尝试，面临了类似的批评，最终法案未经表决而被撤回。
丹麥女王瑪格麗特二世曾於2005年及2016年訪問法羅群島。

### 与欧盟的关系
正如欧盟两项基本条约明确规定的那样，法罗群岛不是欧盟的一部分。在国际贸易方面，法罗群岛也不属于欧盟。例如，当2014年欧盟和俄罗斯因顿巴斯战争相互实施贸易制裁时，法罗群岛开始向俄罗斯出口大量新鲜鲑鱼。此外，丹麦加入欧洲共同体条约的一项议定书规定，居住在法罗群岛的丹麦国民不被视为条约含义内的丹麦国民。因此，居住在法罗群岛的丹麦人不属于欧盟公民（尽管居住在那里的其他欧盟国民仍然是欧盟公民）。 法罗群岛并不包含在申根协定之内，但在法罗群岛和任何申根国家之间旅行时没有边境检查（法罗群岛自 1966 年以来一直是北欧护照联盟的一部分，而自2001年以来，作为申根协议的一部分，北欧国家与申根区其他国家之间不会设立永久性边境检查）。

### 与国际组织的关系
虽然法罗群岛并非完全独立，但通过与丹麦达成的协议，它们与其他国家建立了直接的政治关系，而且是一些国际组织的成员。法罗群岛是北欧理事会的准会员，并且已经表达了成为正式会员的愿望。
法罗群岛是几个国际体育联合会的成员，比如欧足联、国际足联、世界泳联和欧洲手球总会，并拥有自己的国家队。他们还有自己的国际电话区号+298、互联网国家和地区顶级域名.fo、银行代码FO和邮政编码系统。

## 地理

法罗群岛地图

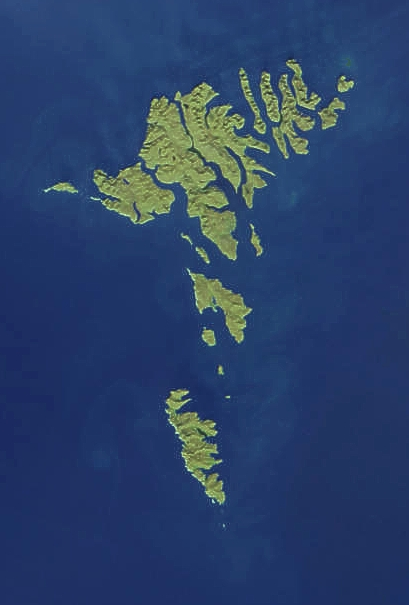
法罗群岛的NASA卫星图

法罗群岛是一个由18个主要岛屿组成的岛群，离歐洲北部的海岸线约655公里，居于挪威海和北大西洋之間，大約在冰島和挪威的之間處，临近冰岛和蘇格蘭的埃利安錫爾，地理坐标是62°00′N 06°47′W / 62.000°N 6.783°W。
其面积为1,399平方公里（540平方英里），没有大型的湖泊或河流，并有1,117（694英里）长的海岸线。其唯一重要的無人島是小迪門島。法罗群岛地形大致为崎岖，多石的低山且多石壁。典型的冰川期侵蚀地貌，遍布充分发育的峡湾与巨大金字塔形山体。其地理最高点为斯萊塔拉山，海拔为882（2,894英尺）。
拉斑玄武岩和火山岩为此岛的主要地质，这也是在古近纪时代Thulean高原的一部分。

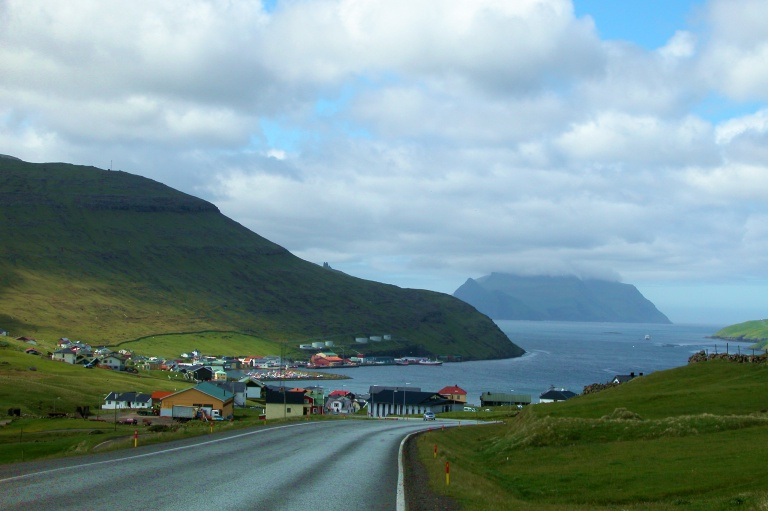
沃格島上的瑟沃格小镇
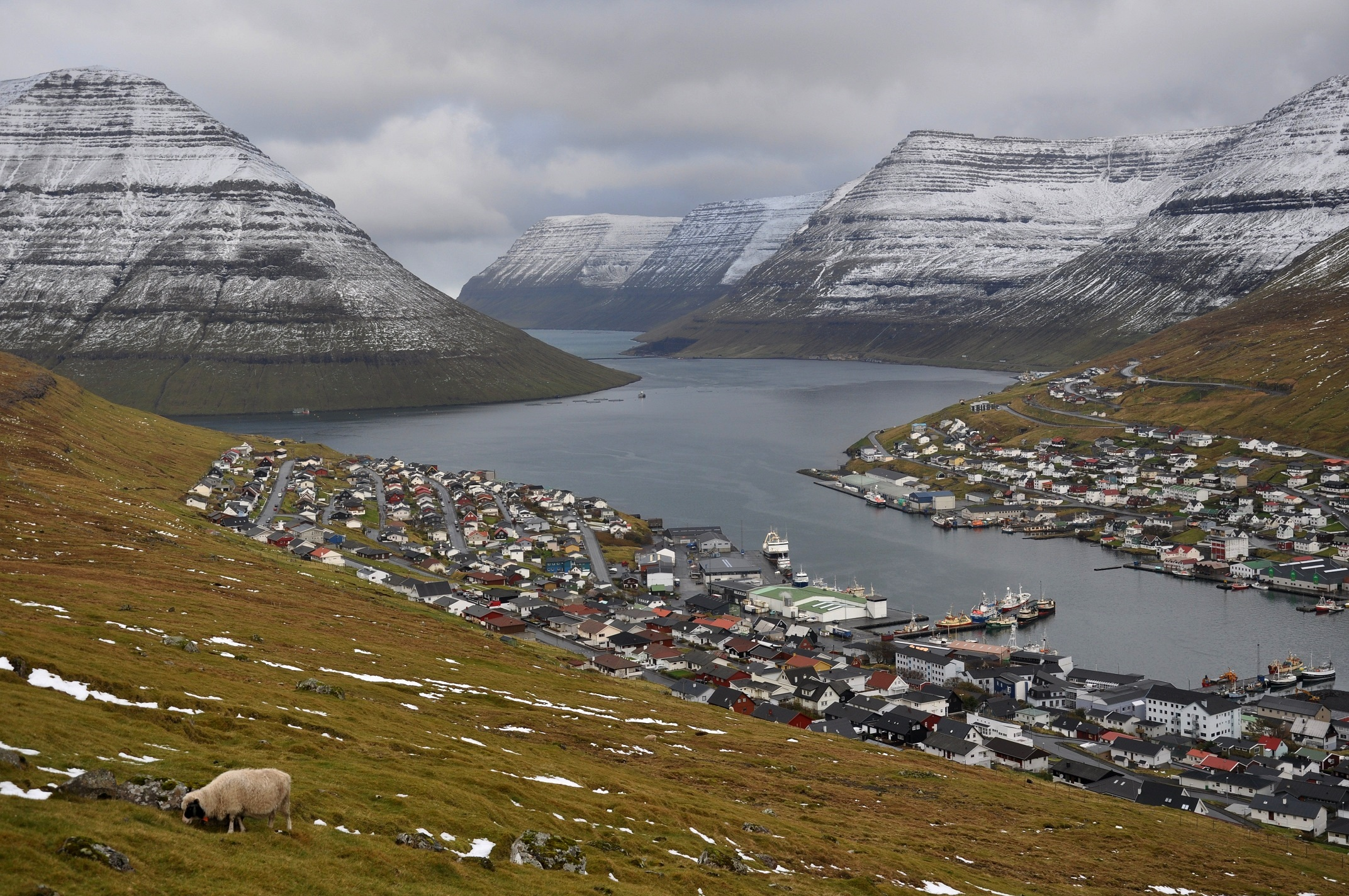
冰川侵蚀造成的巨大的金字塔形山体
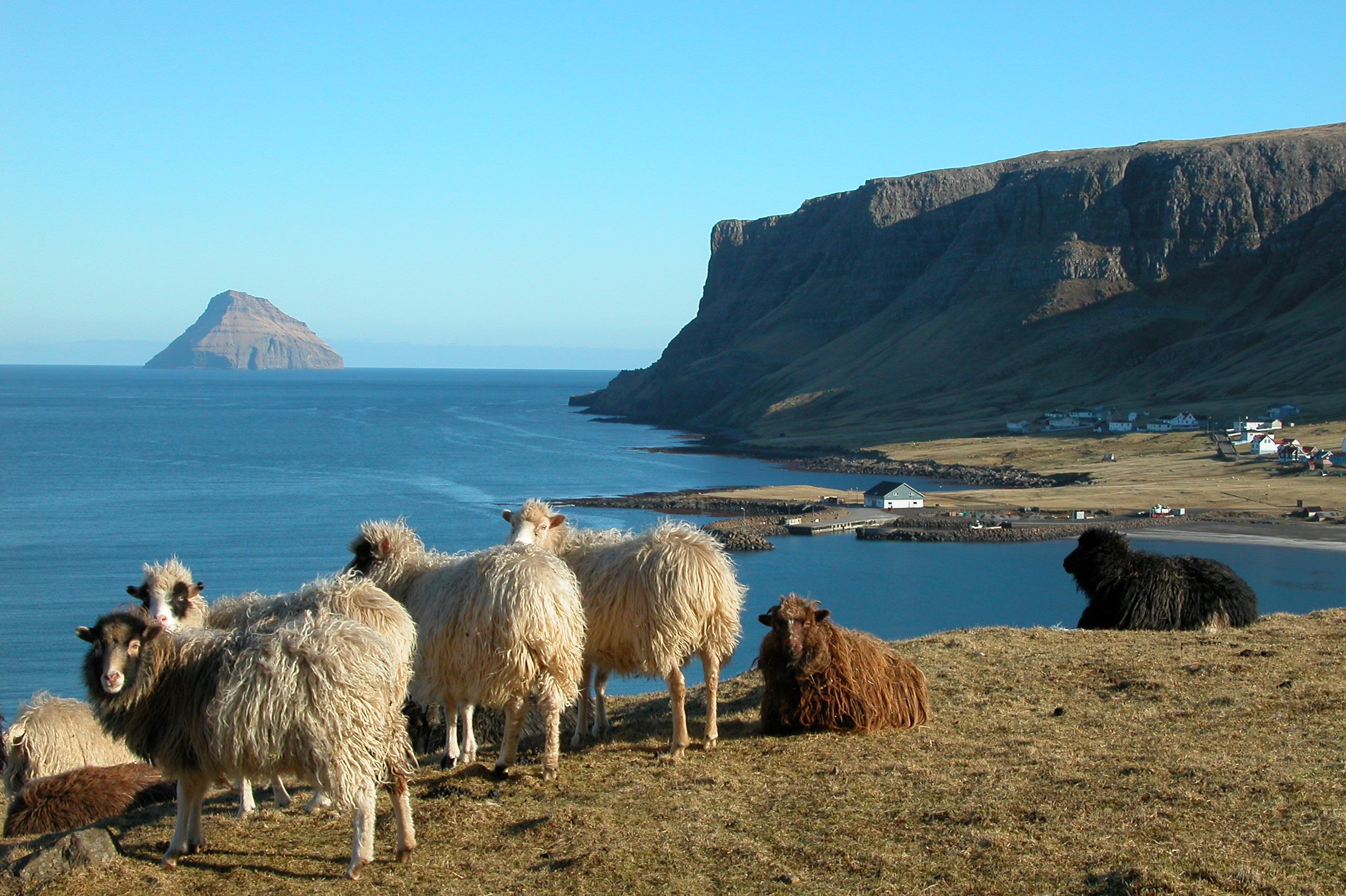
最南的岛屿苏德岛

### 氣候
北大西洋暖流经过该地，因此是典型的近极性海洋性气候（科本法：Cfc）。冬季氣候并不酷寒，平均溫度約攝氏3～4度；夏季氣候偏涼，平均溫度約攝氏9.5～10.5度。由于是低气压向东北移动的经过路径，法罗群岛常年大风、大雨天气。晴朗天气十分稀少，每年平均260个降雨日，其余常见阴天。

### 法羅群島距離其他島嶼或國家的距離
- 设得兰群岛（富拉島）：285（177英里）
- 奧克尼群島（韋斯特雷島）：300（190英里）
- 苏格兰：320（200英里）
- 愛爾蘭：670（420英里）
- 冰島：450（280英里）
- 挪威：580（360英里）
- 丹麦：990（620英里）

### 法罗群岛距离其他最近的十万人城市的距离
- 亞伯丁：540（340英里）
- 鄧迪：600（370英里）
- 卑爾根：655（407英里）
- 格拉斯哥：670（420英里）
- 德里（ 北爱尔兰）：713.390（443.280英里）
- 贝尔法斯特：758.426（471.264英里）
- 雷克雅未克：797（495英里）
- 都柏林：897.619（557.755英里）
- 利默里克：978.993（608.318英里）
- 科克：1,062.893（660.451英里）
- 奧爾堡：1,091（678英里）
- 伦敦：1,179（733英里）
- 哥本哈根：1,310（810英里）

## 经济
1900年后，群岛从农业社会（主要养羊）发展成为经济以渔业和有关行业（特别是乾鳕鱼出口）为基础的地区。1977年渔区的界线扩展到370公里（220海浬）。辅助经济项目有捕鸟和养羊（羊毛供出口或用于当地小型家庭纺织业）。苏德岛开采煤矿。耕地仅约2%；主要作物有马铃薯、其他蔬菜和羊饲草。主要进口燃料、必需的工业品和运输设备。主要港口为托尔斯港。沃格岛有机场。群岛与丹麦、冰岛之间有定期的海上交通。夏季时与谢德兰群岛有船运来往。
90年代初经济出现困难，近年逐渐好转。渔业资源丰富。除鱼产品和部分羊肉能自给外，工业品主要进口。捕鱼和鱼产品加工业在经济中占主导地位，产值约占国内生产总值1/4，鱼产品占出口总额96%以上。旅游业发展较快，手工业、建筑业、贸易、服务和运输业也在法罗群岛经济中占有一定地位。

### 渔业
在经济中占重要地位。主要捕捞鳕鱼、黑线鳕、鲱鱼、鲭鱼、军曹鱼及虾。1999年捕鱼量35.8万吨，其中工业用鱼21.3万吨。年人均捕鱼8.1吨。1999年拥有20吨以上渔船184艘，总吨位6.08万吨。（资料来源：法罗群岛统计局2000年数据）

### 捕鲸

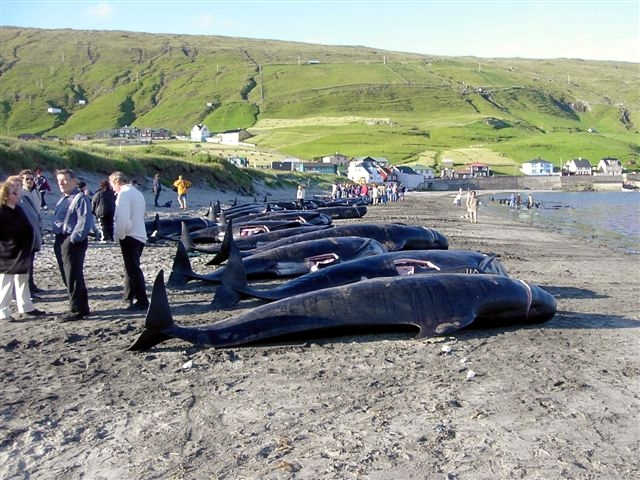
沙滩上放置整排被宰杀的鲸鱼，集体捕鲸的狩猎行为，自古以來一直是法罗群岛居民生活文化的一部分

法羅群島因地質土壤貧瘠，只能種植馬鈴薯與甘薯為主要農作物。島上居民自古便在農糧食物缺乏的情形下，靠捕食海魚維生，從而演變出集體捕鯨的狩獵行為。
集體捕鯨多在夏季進行，由數十艘漁船在巨頭鯨魚群後方圍成一弧線，然後激起浪花及氣泡，將鯨群趕往既定的海灣淺灘處，再交由岸上持金屬魚刀的漁民將擱淺的鯨群就地宰殺，宰殺過程鯨血會染紅整片海灣。
宰鯨時，漁民從巨頭鯨頸部的脊柱部位切斷主要的血管與神經，讓巨頭鯨在30秒內死亡，再將巨頭鯨拉至岸上分切鯨肉與鯨脂。在一些地方，這些鯨肉與鯨脂由當地的警官分配給島上的每一戶居民；但在多數地區，只有參與捕鯨的人才能免費分得鯨肉與鯨脂。
據統計，在1990-1999年间法羅群島每年集體宰殺的巨頭鯨達956頭，可產生約500噸的鯨肉與鯨脂，佔島上居民食物來源的三成左右。
2000年之后的年均捕杀量约为800头。

### 农业
由于夏季气温低，仅能种植马铃薯和一些蔬菜。草场茂盛，畜牧业较发达。主要饲养羊、牛和马。农业人口只占人口总数1%。1998年养羊8万只、牛2149头。

### 交通

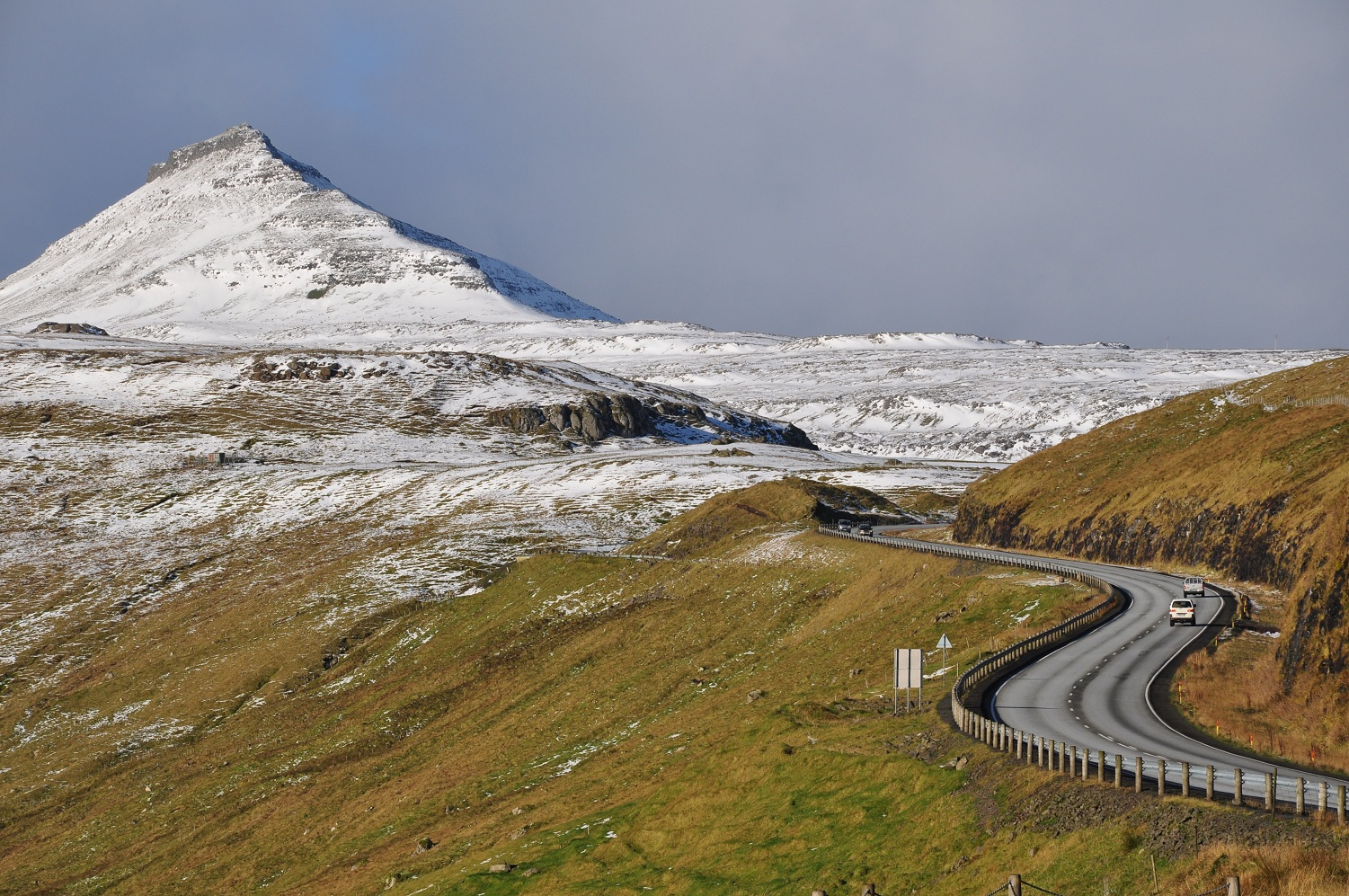
法罗群岛路网发达，这是東島上由Skipanes去Syðrugøta的公路

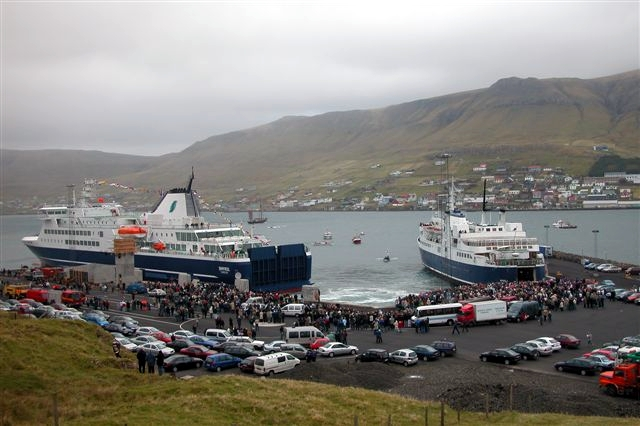
進入法羅群島苏德岛Krambatangi碼頭的渡輪Smyril（2005）

水运：有港口20余个，多为渔港。岛与岛之间有定期航班渡轮（並有4座跨海隧道連接各島嶼），岛外有航线直通冰岛、英国和欧洲大陆，到美洲的货运主要通过丹麦、冰岛和荷兰。
空运：位于沃格島的沃格机场是法罗群岛的唯一机场。全年有固定航班直飞丹麦和冰岛，夏季有航班飞往苏格兰和挪威。平均年客运量为12万人次。

### 财政
外贸在国民经济中占主导地位。主要出口鱼产品、钓具、毛线及皮草，进口食品、牲畜、机械、交通工具、化工产品、原料、燃料等。丹麦是其主要贸易伙伴，2000年自丹进出口约占总进出口的30%。近几年贸易情况如下（单位：亿克朗）：
|      | 1998 | 1999 | 2000 |
| ---- | ---- | ---- | ---- |
| 总额 | 55.0 | 65.3 | 79.9 |
| 进口 | 25.9 | 32.8 | 41.9 |
| 出口 | 29.1 | 32.5 | 38   |

2000年法罗群岛主要贸易伙伴其进出口情况如下（单位：亿克朗）：
| 出 口  | 出 口 | 进 口 | 进 口 |
| ------ | ----- | ----- | ----- |
| 丹麦   | 11.89 | 丹麦  | 10.44 |
| 英国   | 7.3   | 挪威  | 8.56  |
| 德国   | 2.16  | 德国  | 2.35  |
| 法國   | 2.63  | 英国  | 1.95  |
| 西班牙 | 2.56  | 瑞典  | 1.48  |

（资料来源：《2001年丹麦统计年鉴》）

### 民生
1999年社会福利开支为11.8亿丹麦克朗。有医院3所，病床296张，医生82名，牙医38名，护理人员320名。各种汽车1.82万辆，其中私人小轿车1.47万辆。

## 教育
1965年在托尔斯港建立了法罗群岛大学，是群岛上唯一的大學，也是世界上唯一使用法罗语教学的大學。

## 延伸閱讀
- Irvine, David Edward Guthrie. 1982. Seaweed of the Faroes 1: The flora. Bull. Br. Mus. nat. Hist. (Bot.)  10(3): 109–131.
- Tittley, I., Farnham, W.F. and Gray, P.W.G. 1982. Seaweeds of the Faroes 2: Sheltered fjords and sounds. Bull. Br. Mus. nat. Hist. (Bot.) 10: 133–151.
- Alexander Wachter: Färöer selbst entdecken. Edition Elch, Offenbach am Main 2002. ISBN 3-85862-155-2.（German Travel Guide Book about the islands.）